# Marmaroxylon
Genre
Synonymes
- Zygia P. Browne[2]

Marmaroxylon est un genre de plantes dicotylédones de la famille des Fabaceae, sous-famille des Mimosoideae, originaire d'Amérique, qui comprend une dizaine d'espèces acceptées. Toutefois certains auteurs classent ces espèces dans le genre Zygia, considéré comme synonyme de Marmaroxylon.

## Liste d'espèces
Selon The Plant List (4 novembre 2018) :
- Marmaroxylon basijugum (Ducke) L.Rico
- Marmaroxylon claviflorum (Benth.) L.Rico
- Marmaroxylon collinum (Sandwith) L.Rico
- Marmaroxylon dinizii (Ducke) L.Rico
- Marmaroxylon eperuetorum (Sandwith) L.Rico
- Marmaroxylon magdalenae L.Rico
- Marmaroxylon ocumarense (Pittier) L.Rico
- Marmaroxylon racemosum (Ducke) Record
- Marmaroxylon ramiflorum (Benth.) L.Rico